# Błaszki
Błaszki là một thị trấn thuộc huyện Sieradzki, tỉnh Łódźkie ở trung tâm Ba Lan. Thị trấn có diện tích 2 km². Đến ngày 1 tháng 1 năm 2011, dân số của thị trấn là 2070 người và mật độ 1278 người/km².